# Сива овесарка
Сивата овесарка (Emberiza calandra) е птица от семейство Овесаркови. В България и на целия Балкански полуостров това е най-едрата от всички видове овесарки. Тя е един от основните индикатори, който се използва като показател за състоянието на околната среда в земеделските райони. Това е възможно поради факта, че е изключително чувствителна към промяната в местообитанията и интензификацията в селското стопанство.

## Физически характеристики
Оперението на сивата овесарка по горната част на тялото е сиво-кафяво, с тъмни и светли ивици и петна, а това на корема е белезникаво, с кремав оттенък. По гърдите и гърлото има тъмнокафяви шарки и продълговати петна. Понякога в оперението се забелязва оттенък на ръждиво-охрено. Гърдите и лицето са жълтеникавокафяви, със светла ивица под окото и бузата. Опашката е тъмнокафява с по-светъл край, краката са жълти до кафяви, очите - кафяви. Дължината на тялото ѝ е около 18 cm, размахът на крилата — 26 - 32 cm, а дължината на опашката — 7 - 7,5 cm. Дължината на крилата при мъжките индивиди е 97 - 105 mm, а при женските – 88 - 95 mm. Теглото при мъжките варира от 47,00 до 59,00 g, а при женските, които са доста по-малки – от 37,40 до 47,30 g.
Клюнът е силен, коничен, дебел и масивен, с добре изразен изпъкнал „зъб“ от двете страни на долната мандибула. Наблюдава се характерна разлика между горната и долната част - горната е извита навътре и създава впечатлението, че навлиза в долната. Цветът на човката е сиво-кафяв, с жълто в основата. Птицата се отличава от другите видове овесарки по големината на тялото и вида на клюна си. Няма полов диморфизъм. Женските екземпляри са малко по-дребни от мъжките, но не се различават по окраската на оперението си. Младите индивиди са с по-тъмен гръб с ръждив оттенък и охрен корем.
Полетът на сивата овесарка е стремителен, праволинеен и скокообразен, с изпънати назад, но често и с отпуснати крака.. По време на токуване той става по-тежък и бавен, като краката висят надолу. Понякога токуването изглежда особено, като птицата поддържа тялото си в изправено положение и пърха с крила. Песента е монотонна, състои се от серия от трели, многократно повтаряни първо на равни интервали по 6 до 8 пъти в минута, а по-късно темпото се ускорява и завършва с дълъг и рязък звук. Звуците, които издава през брачния сезон, са отривисто и звънливо „цик-цик-цик-циррр“ с метално звучене, наподобяващо тракане на връзка ключове.

## Разпространение
Сивата овесарка има много обширен ареал на разпространение и голяма численост. Независимо от факта, че тенденцията е броят на птиците да намалява, спадът не се смята за достатъчно бърз, за да се доближи до праговете на уязвимост. Поради тези причини видът се оценява като незастрашен. По данни от 2004 година, гнездовата популация в Европа се оценява на 7,9-22 милиона гнездящи двойки, което се равнява на 23,7-66 милиона птици. Европа формира 50-74% от глобалния обхват, така че размерът на цялата популация в световен мащаб се изчислява на 32-132 милиона броя. В България броят на двойките варира от 800 000 до 2 500 000, което представлява около 10% от цялата европейска популация.
Сивата овесарка е разпространена в цяла Европа, без Скандинавския полуостров. Обитава още Мала Азия, Средна и Югозападна Азия и Близкия изток. В северните области на ареала е прелетна, а в южните - скитаща и постоянна. Ареалът ѝ на разпространение се простира от Канарските острови на запад до Централна Азия на изток. На север не подминава 55° северна ширина, стига до Шотландия, Дания и Литва, а на юг - до Северна Африка и Иран.
Зимува в южните части на гнездовия ареал в Арабския полуостров и по долината на река Нил.
За България видът може да е както постоянен, така и прелетен. При миграция долита през март и отлита през октомври и ноември. Птиците, които остават да зимуват в България, образуват ята, често смесени с жълти овесарки и полски чучулиги, които могат да достигнат до няколко хиляди индивида. Тя е един от най-широко разпространените видове в равнинните и хълмистите области на страната.

## Подвидове
Има два официално описани подвида, обитаващи Европа и Северна Африка:
- Emberiza calandra calandra – Описан е от Карл Линей през 1758 година. Обитава Европейския континент.[12][13]
- Emberiza calandra buturlini – Описан от Херман Йохансен през 1907 година. Основният фон на горната страна на тялото е незначително по-светъл, а тъмните линии по гърба и гърдите — по-тесни.[14] Обитава Средна Азия от Туркменистан до Алтай.[12][15]

Разликата между отделните подвидове е много малка и те са трудно различими един от друг. Само в бившия СССР са отбелязани 4 варианта на тези подвидове:
- Волинските, подолските и киевските сиви овесарки представляват отделен вариант, с особено контрастиращи черно-кафяви ивици по гърба.[6]
- На изток от река Днепър степният вариант има доста по-светъл, сивкав цвят, с тесни ивици на гърба.[6]
- Кавказкият вариант се характеризира с по-тъмно сив оттенък на оперението по гърба и средно дълги крила.[6]
- В Средна Азия е разпространен вариант с бледа окраска със сламено-жълт оттенък и петна и шарки като при кавказкия вариант. Дължината на крилата е по-голяма.[6]

## Начин на живот и хранене
Видът се среща в равнините и предпланинските склонове, като проявява изявено предпочитание към крайбрежните райони. Обитава храсталаци в близост до обработваеми земи, сечища и млади горски насаждения, обикновено на надморска височина до 400 m. Избягва горите, влажните зони, скалистите и силно насечени територии, високите планини и застроените терени. По принцип предпочита по-ниските местообитания с лек наклон, но изсичането на горите в планинските райони е създало свободни пространства, където птицата също може да бъде срещната. По земята се движи леко тромаво, махайки с опашка, а когато е кацнала, краката ѝ са видимо изтеглени напред. Широко разпространена е в земеделските райони и силно се влияе от резки промени в земеделието, използването на пестициди и премахването на храсти, единични дървета и синори. В края на лятото птиците се събират на ята от 10 - 15 индивида и обикалят в търсене на жито, просо, коноп и други зърнени храни. Често формират общи ята с качулатата чучулига. През зимата се държат по-близо до гнездата и заедно с врабчетата събират случайни зърна по пътищата и в дворовете.
Хранителният режим на сивата овесарка се състои от около 75% семена на житни растения и плевели, листа, треви и плодове. Събира ги по земята в обработваеми земи, влажни ливади, ниски треви, а през есента и в стърнищата. Останалите 25% се падат на храна от животински произход - насекоми, паяци и малки сухоземни мекотели. През размножителния период прибавя към хранителния си режим някои безгръбначни, а през лятото - и различни насекоми. Охотно се храни съвместно с врабчета, чинки и други видове овесарки. Наличието на подходяща храна през зимата е от изключителна важност за оцеляването и в студените месеци. Също така много съществено е след излюпването да намира лесно животински продукти, с които изхранва малките. Това прави тяхното оцеляване силно зависимо от използването на химикали в селското стопанство. Полезна е, тъй като унищожава вредни насекоми и плевелни семена.

## Размножаване
Гнездовият сезон започва в средата на март, като самците чакат женските, които пристигат малко по-късно. Те маркират територията си чрез песни, които изпълняват кацнали по върховете на храсти, огради или телефонни жици. Щом се появят самките, мъжките се опитват да привлекат колкото се може повече женски, тъй като проявяват известна степен на полигамия, като се чифтосват редовно с 2 до 3 женски. По изключение броят на партньорките може да достигне и до 7. Ако заетата от мъжкия територия не е голяма, или недостатъчно подходяща, той може да привлече само една женска. В случая, когато мъжкият се е чифтосал само с една женска, той остава да съдейства в отглеждането на малките. Много по-често, обаче, напуска гнездото и оставя самката сама да се грижи за пиленцата, докато той продължава да пее за да привлече следващата минаваща от там женска. По този начин един самец е в състояние да се размножи с 11 различни женски в един сезон. Този отказ от родителски задължения обяснява защо мъжките овесарки, подобно на орехчето, са в състояние да прекарат толкова много време в пеене. Когато някои двойки имат и второ люпило, гнездовият сезон продължава до месец юни.
След като двойката се формира, женската започва да търси подходяща ямичка в полето, сред детелинови насаждения и тревисти пространства. Тя изгражда гнездото на земята, под прикритието на големи тревни туфи, под гъст храсталак, или в обработваеми земи и пасища. Изгражда го от сухи треви и го застила с тънки коренчета, перушина, козина и косми. Диаметърът му е около 12 cm.
Най-късно до средата на юни женската снася между 3 и 6 белезникави яйца, понякога с лек червеникав оттенък, изпъстрени с тъмнокафяви петна и шарки. Размерите им са 24x18 mm, а тежестта - 3,9 g, от която 5% се падат на черупката. Инкубира ги сама в продължение на две седмици. Макар и рядко е възможно и второ люпило за един сезон. През първите четири дни след излюпването, малките се хранят само от женската, като по-късно евентуално може да се включи и мъжкият. Понякога в храненето участват и младите птици от предишното люпило на женската. Малките напускат гнездото 12 дни след излюпването си, още преди да могат да летят. Затова родителите продължават да ги хранят още около две седмици, докато станат напълно независими. Гнездовият успех при сивата овесарка варира в зависимост от условията на хранене между 50% и 70%.